# دیکسون آبیاما
دیکسون آبیاما (انگلیسی: Dickson Abiama؛ زادهٔ ۳ نوامبر ۱۹۹۸) بازیکن فوتبال اهل نیجریه است که در پست نوک حمله در بوندس‌لیگا برای باشکاه آلمانی کایزرسلاوترن بازی می‌کند.